# Роговка (Житомирская область)
Роговка (укр. Рогівка) — село на Украине, находится в Емильчинском районе Житомирской области.
Код КОАТУУ — 1821782009. Население по переписи 2001 года составляет 42 человека. Почтовый индекс — 11235. Телефонный код — 4149. Занимает площадь 0,304 км².

## Адрес местного совета
11235, Житомирская область, Емильчинский р-н, с.Великая Цвиля, ул.Шевченко, 6